# Poslovni plan
Poslovni plan označava opis poslovne ideje i mjera koje su potrebne za realizaciju posla.
Osim toga sadrži procjenu potrebnih ljudskih i financijskih resursa (troškova) i očekivani prihod kako bi se procijenila isplativost investicije.
Polazna točka je temeljno razrađen marketinški plan i daljnji pod-planovi, kao što su planovi za nabavu, proizvodnju, osoblje i financijski plan.
Poslovni plan je važan temelj za osnivača ili menadžere, kao i sredstvo komunikacije s privatnim ili javnim investitorima kao što su banke, venture kapitalisti, poslovni savjetnici, potencijalni poslovni partneri ili druge faktore koje odlučuju o financiranju.

## Prednosti
Poslovni plan ima primjerice sljedeće prednosti:
- pomaže uvjeriti druge osobe o valjanosti planiranog projekta: Ako netko ima razvijen poslovni plan, može se pretpostaviti da se intelektualno intenzivno bavi s projektom i da ima ozbiljne namjere za provedbu projekta[1]
- važan preduvjet za povećanje kapitala ili povećanje privlačnosti za investitore[1]
- pruža priliku za nadzor poslovnog uspjeha: Svako odstupanje zahtijeva procjenu i moguću prilagodbu tog plana. U kritičnim situacijama može biti pokrenut u ranoj fazi[2]
- sustavan pristup: prilikom izrade poslovnog plana, autor je prisiljen razmišljati logično i sustavno. Neznanje postane vidljivo i probleme se otkrije. Alternative treba uzeti u obzir[2]
- daje opći pregled: poslovni plan cini jednu cjelinu. Svi dijelovi moraju se uklapati.[2]
- to povećava vjerojatnosti za uspjeh. Loš plan, ozbiljna odstupanja ili nepostojeći plan su najčešći uzroci za neuspjeh tvrtke[2]
- omogućuje bolju procjenu rizika: provedba poslovne ideje je uvijek puna rizika. Rizici mogu nastati unutar same tvrtke ili od strane tržišta. Rizici se ne mogu isključiti. Pažljivim planiranjem mogu se ublažiti negativni utjecaji. Prepoznati rizici mogu se primjerice kroz financijske rezerve, smanjiti ili isključiti[2]
- pomaže identificirati ovisnosti: Čak i ako je poslovni plan podijeljen na pojedinačne module, važno je da se sva poglavlja uklapaju skladno u sadržaj i projekt.